# أم رعيدة

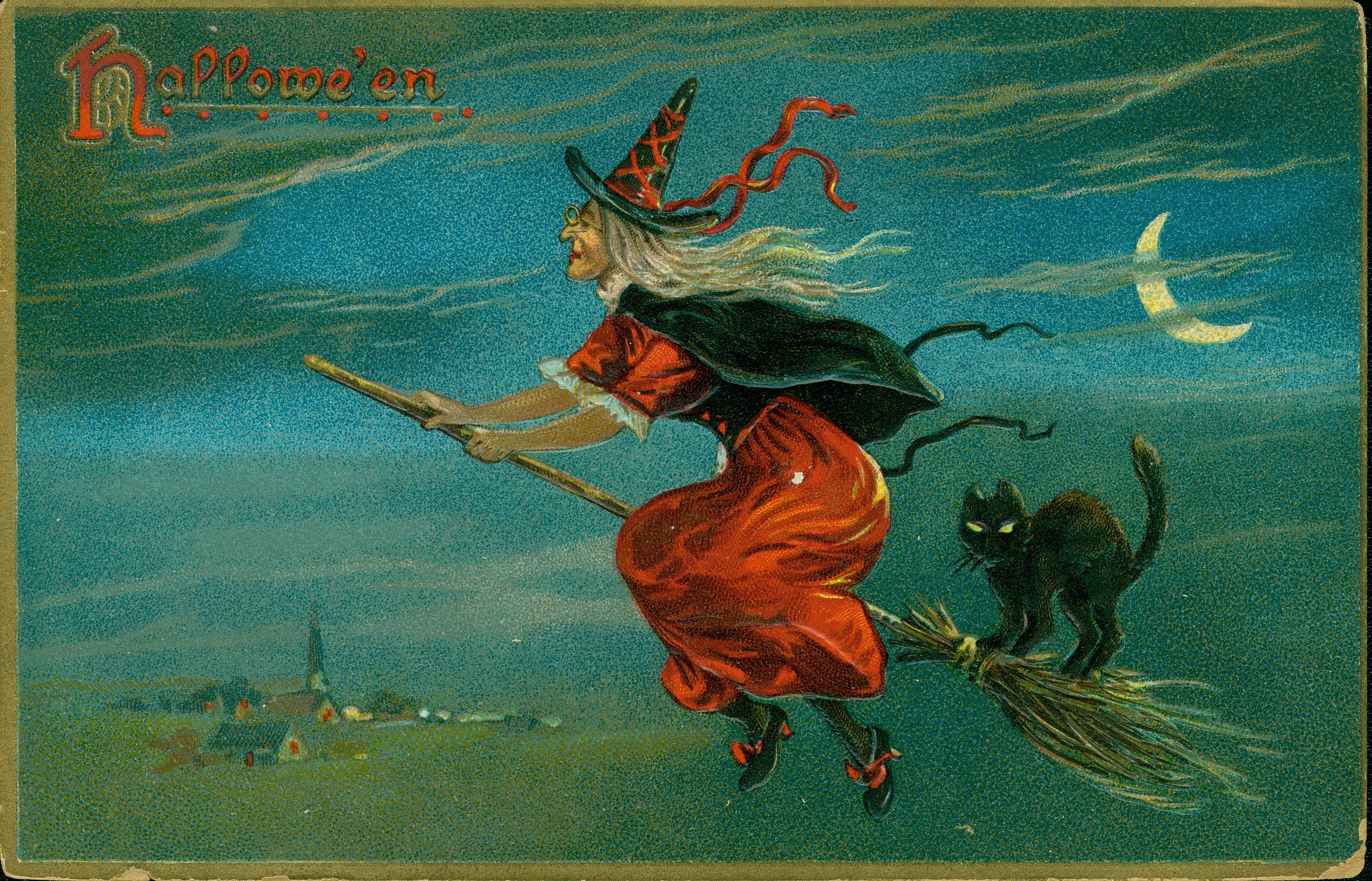
ساحرة شريرة تركب مكنسة رفقة قطة سوداء.

أم رعيدة هي شخصية خرافية ابتدعها خيال الأهل في البداية لتخويف أبنائهم، ثم تفنن الأطفال في تصويرها وتأليف الحكايا والأساطير عنها.

## نشأتها
مثلما يوحي اسمُها، نشأت شخصية أم رعيدة من الخوف الذي يتصوّر الأهل وقوعه في قلوب الأطفال عند سماع صوت الرعد، فقالوا إنها ساحرة شريرة قبيحة لها أنف معقوف وتعتمر قبعة مدببة وتطير على مكنسة من قش في أثناء العواصف الرعدية والمطرية.
تختلف المصادر حول أصلها، فمنها ما نسبها إلى التراث الشعبي اللبناني، ومنها ما أورَد أنها مذكورة في التراث السوري، ومثل معظم التراث الشفوي، لا يمكن البتُّ في ذلك.

## أسطورتها
نسج الخيال الشعبي أسطورة حول الساحرة الشريرة أم رعيدة تحكي أنها تعيش في بيتٍ باردٍ مظلم فوق الغيوم، وترى من الأعالي جميع الأطفال المشاكسين الذين لا يطيعون أهاليهم، ولا سيما فيما يخص النوم مبكرًا، فيكفي أن يغني الأهل: «أم رعيدة وارعِدي، خِدِي فُلان وابعدي (ويُقال واركضي)» حتى تأتي محلقة على مكنستها فتحمل الصبي خلفها بينما تضحك ضحتها الشريرة وتطير إلى بيتها حيث ينتظرها قِدرٌ من الماء المغليّ لتطهو الصبي وتأكله.

## شخصيات مشابهة
تشيع في لبنان شخصية «النورية» أو «البدوية» أو «الغجرية» التي تخطف الأطفال وتضعهم في بقجة تحملها على ظهرها ثم تقص آذانهم. ويُحكى في سوريا عن «أم عِدْل»، وهي امرأة مُسنّة تحمل كيسًا من الخيش على كتفها، فتخطف الأطفال وتأخذهم إلى أعالي الجبال. أما في مصر فقد رُوعت أجيال متعاقبة بذكر «أمنا الغولة» التي تساعدها ضخامتها على بلوغ الأطفال حيثما كانوا من دون بذل الكثير من الجهد. بينما يخوّف الأهالي في المغرب العربيّ أطفالهم «بالعبيثة»، القبيحة الشريرة ذات الحوافر التي تعتمد على دغدغة من يعترضها فيموت ضحكًا، و«عجوز الستوت» ذان الوجه المرعب والأسنان المتهرّئة.